# 雪乃みさと
雪乃 みさと（ゆきの みさと、4月28日 - ）は日本の女性声優。北海道出身。フリー。主にアダルトゲームに出演している。以前はHoney Rushに所属していた。

## 略歴
以前はアトリエピーチに所属
その後はHoney Rushに所属し2022年4月退所フリーに

## 出演作品
太字は主役・メインキャラクター

### PCゲーム
2014年
- OH!! マイクロマン 〜小さくなって女の子の色んなトコロに入っちゃお!〜（胡蝶 雅美[1]）
- 女子のおしっこいじめ 〜女子便くんといわれたボクの6年間〜（松本）

2015年
- 悪魔娘の看板料理
- 聖騎士Melty☆Lovers
- その古城に勇者砲あり!
- ねえちゃん、ごめん出しちゃった! 〜おねえちゃんは僕専用〜（5人姉妹のお母さん）
- PRETTY×CATION2
- 淫らな魔法使いと救性主 －淫妖救済調教録－（ソイル）

2016年
- 働くオトナの恋愛事情（田澤 令子）

### 同人ゲーム
2014年
- OPPAINVADER 〜学園まるごと脱衣解除!（マクダレーネ・ベルンシュタイン、ニャルラトホテプ）
- 風雲! オークキャッスル 〜恥辱の発情戦乙女達（ラズクリス）

2015年
- 闘技場の令嬢エリナ（エリナ・ヴァイン）

### ソーシャルゲーム
- エロがく〜エロと科学と学園モノ〜

### 舞台
- 武田晋 叙情派演劇協会「弥生三番街ゴールデンキラーズ」
- 劇団ジー・ウィルス「マリアが逝った朝」
- 劇団イナダ組 ゴールデンキラーズ「イナダ祭」

### 吹き替え
- 神は死んだのか